# Hans von Boetticher
Hans von Boetticher (Staraja Derewnja, 30 augustus 1886 - Coburg, 20 januari 1958) was een Duitse zoöloog die zich bezighield met ornithologie en entomologie. Boetticher was werkzaam bij het natuurhistorisch museum in Coburg.
Verschillende van zijn werken behandelen de hogere taxonomie van vogels, gebaseerd op morfologie, fylogenie en biogeografie. Enkele van zijn andere werken omvatten die over de vinpotigen (Pinnipedia). Zijn interessegebied omvatte eenden en ganzen, toerako's, papegaaien, duiven en zeevogels. Hij beschreef zes vogelgeslachten waaronder de Zuid-Amerikaanse eenden Amazonetta en Speculanas. Sommige van de andere vogeltaxa die hij benoemde, zoals Galapagornis, zijn niet langer geldig. 
Hij schreef een serie boeken over vogels: Gänse- und Entenvögel aus aller Welt (1952), Albatrosse und andere Sturmvögel (1955), Lärmvögel, Turakos und Pisangfresser (1955), Fasanen, Pfauen, Perlhühner und andere Zierhühner (1956) en Pelikane, Kormorane und andere Ruderfüßler (1957).

## Publicaties
- Von Boetticher, H., 1964. Papageien. Ziemsen, Wittenberg
- Boetticher, H. von 1954. Die Taubengattung Columba L. Zoologischer Anzeiger, 153:49-64.
- von Boetticher, H. 1934. Beitrag zu einem phylogenetisch begründeten, natürlichen System der Steißhühner (Tinami) auf Grund einiger taxonomisch verwertbarer Charaktere. Jenaische Zeitschr. Natuurw. 69: 169–192.
- von Boetticher, 1931, Vogel ferner Länder, vol. 5
- von Boetticher, H. 1943. Gedanken über die systematische Stellung einiger Papagaien. Zool. Anz. 143: 191–200.
- von Boetticher, H. 1959. Papagaien. Wittenberg Lutherstadt, A. Ziemsen.
- von Boetticher, H. 1935. Der Gaimardische Buntkormoran, Vogel ferner Länder 1935: Heft 4, 81-83
- von Boetticher, H. 1934. Die geographische Verbreitung der Robben, Zeitschr. für Säugetierkunde. 9:359-368.
- von Boetticher, H. 1940. Verzeichnis der Typen in der Vogelsammlung des Museums des Zoologischen Instituts der Universität Halle an der Saale. Zeitschr. Natuurwiss. 94: 205–214.
- Boetticher, Hans von. 1955. Albatrosse und andere Sturmvögel. Wittenberg. 96 blz. 33 kwalen. Zachte kaft. (Neue Brehm-Bücherei 153).
- Boetticher, Hans von. 1957. Pelikane, Kormorane en andere Ruderfüssler. Wittenberg. 94,(2) blz. 48 kwalen. Zachte kaft. (Neue Brehm-Bücherei 188).
- Boetticher H. uit 1955. Der Blaufuß-Tölpel "Camanay", Sula nebouxii Milne-Edwards. Anzeiger der Ornithologischen Gesellschaft in Bayern 4: 375.
- von Boetticher, H. 1951. La systématique des guêpiers. Oiseau. Ds. Fr. Ornithol. 5: 194–199.